# Mycalesis verena
Mycalesis verena är en fjärilsart som beskrevs av Hans Fruhstorfer 1911. Mycalesis verena ingår i släktet Mycalesis och familjen praktfjärilar. Inga underarter finns listade i Catalogue of Life.